# Pseudosphex crabronis
Pseudosphex crabronis är en fjärilsart som beskrevs av Druce 1884. Pseudosphex crabronis ingår i släktet Pseudosphex och familjen björnspinnare. Inga underarter finns listade.